# Summer Night Town
Summer Night Town (サマーナイトタウン) è un brano musicale del gruppo femminile giapponese Morning Musume, pubblicato nel 1998 come singolo estratto dall'album First Time.

## Tracce
1. Summer Night Town (サマーナイトタウン) – 3:49
2. A Memory of Summer '98 – 3:58
3. Summer Night Town (Instrumental) (サマーナイトタウン (Instrumental)) – 3:47